# Lac-Frontière
Lac-Frontière es un municipio canadiense situado en la provincia de Quebec.

## Superficie
Lac-Frontière tiene una superficie de 49,96 km².

## Demografía
En 2021, tenía 175 habitantes, una densidad poblacional de 3,5 hab./km², y 154 viviendas.